# Доброслободская улица
Доброслобо́дская улица (до 1974 года — Доброслободский и Чечёрский переулки) — улица в Басманном районе Центрального административного округа г. Москвы. Проходит от площади Разгуляй до улицы Радио, нумерация домов ведётся от Разгуляя. Пересекает Денисовский переулок; с нечётной стороны к Доброслободской улице примыкает Аптекарский переулок. Продолжением Доброслободской к югу от улицы Радио является Елизаветинский переулок.

## Происхождение названия
По Доброй слободе XVIII века. До 1922 года в другой части Басманного района существовала улица Добрая Слободка — ныне улица Машкова.

## История
В XIX веке Доброслободский переулок, начинавшийся от Разгуляя, оканчивался у Денисовского переулка. Чуть восточнее, позади первой линии дворов, протекал ручей Чечёра, или Ольховец, вытекавший из Красного пруда. Ручей пересекал Денисовский переулок на месте нынешнего пересечения с Доброслободской, и далее тёк строго на юг по трассе нынешнего Елизаветинского переулка. С 1888 года в собственном доме находилось училище З. С. Васильевой.
Елизаветинский и Чечёрский переулок возникли только после ликвидации Красного пруда и заключения Чечёры в трубу. Работы были проведены в 1901—1910 годах с целью прекратить ежегодные разливы Чечёры и освободить землю под привокзальные складские комплексы. На карте издания Суворина, 1917 Елизаветинский и Чечёрский переулки ещё не показаны. Чечёрский и Доброслободский переулки были официально объединены в Доброслободскую улицу в 1974 году, а Елизаветинский остался сам по себе. В те же годы была уничтожена одноэтажная застройка на большей части улицы (исключая усадьбу на углу улицы Радио), а на её месте появились заводские корпуса и типовые панельные дома.

## Примечательные дома
По нечётной стороне:
- № 1/2 — усадьба Мусиных-Пушкиных, XVIII—XIX веков, в основе постройка М. Ф. Казакова на месте Брюсова дома. В пожаре 1812 года в этом доме погиб список «Слова о полку Игореве» 1800 года издания. В доме над «Историей государства Российского» трудился Н. М. Карамзин, дом посещал В. А. Жуковский[3].
- № 5 — Дом Союза Строителей (Клуб строителей) (1929, архитектор И. И. Фёдоров)[4];
- № 19 — бывшие Доброслободские бани. Здание после реконструкции занимает Страховое общество «ЖАСО».

По чётной стороне:
- № 2/36 — Жилые корпуса (1892, архитектор П. Н. Лавин);
- № 10 стр. 3 — доходный дом купца Никиты Лаврентьевича Кириллова (1897—1899 гг., архитекторы К. Дуванов и П. Егоров), внесён в Красную книгу Архнадзора (электронный каталог объектов недвижимого культурного наследия Москвы, находящихся под угрозой);[5]
- № 10 стр. 5 — военный госпиталь, в настоящее время является жилым домом.

## Транспорт
- Метро:  Бауманская
- Автобус т24 (на всём протяжении улицы)
- Трамвай Б, 24, 37, 45, 50 (по улице Радио)
- Автобус 78 (по улице Радио)